# قرخ ياشار
قرخ‌ ياشار هي قرية في مقاطعة خوي، إيران. يقدر عدد سكانها بـ 204 نسمة بحسب إحصاء 2016.